# Le Pont Mirabeau
Pour les articles homonymes, voir Pont Mirabeau.
Le Pont Mirabeau est un poème du poète français Guillaume Apollinaire paru dans le dernier numéro de la revue Les Soirées de Paris en février 1912 puis repris en 1913 dans son recueil Alcools, où il figure en deuxième position entre Zone et La Chanson du mal-aimé. Il traite de la disparition de l'amour avec le passage du temps, dont la métaphore est l'écoulement de la Seine sous le pont Mirabeau, à Paris.
Une plaque sur ce pont reprend aujourd'hui les premiers vers du poème. Ce poème a été inspiré à Apollinaire par Marie Laurencin, avec qui il a souvent franchi ce pont et avec laquelle il commence une liaison en 1907. L'image de ce pont est liée aux souvenirs des amours du poète. Il dira de ce poème qu'il est comme « la chanson triste de cette longue liaison brisée », dans une lettre adressée à Madeleine Pagès.

## Élaborations successives du poème
Apollinaire a d'abord utilisé la ponctuation dans son poème puis la fait disparaître, comme on le constate sur les épreuves manuscrites ou dactylographiées conservées à la BnF ou à la bibliothèque Jacques Doucet.

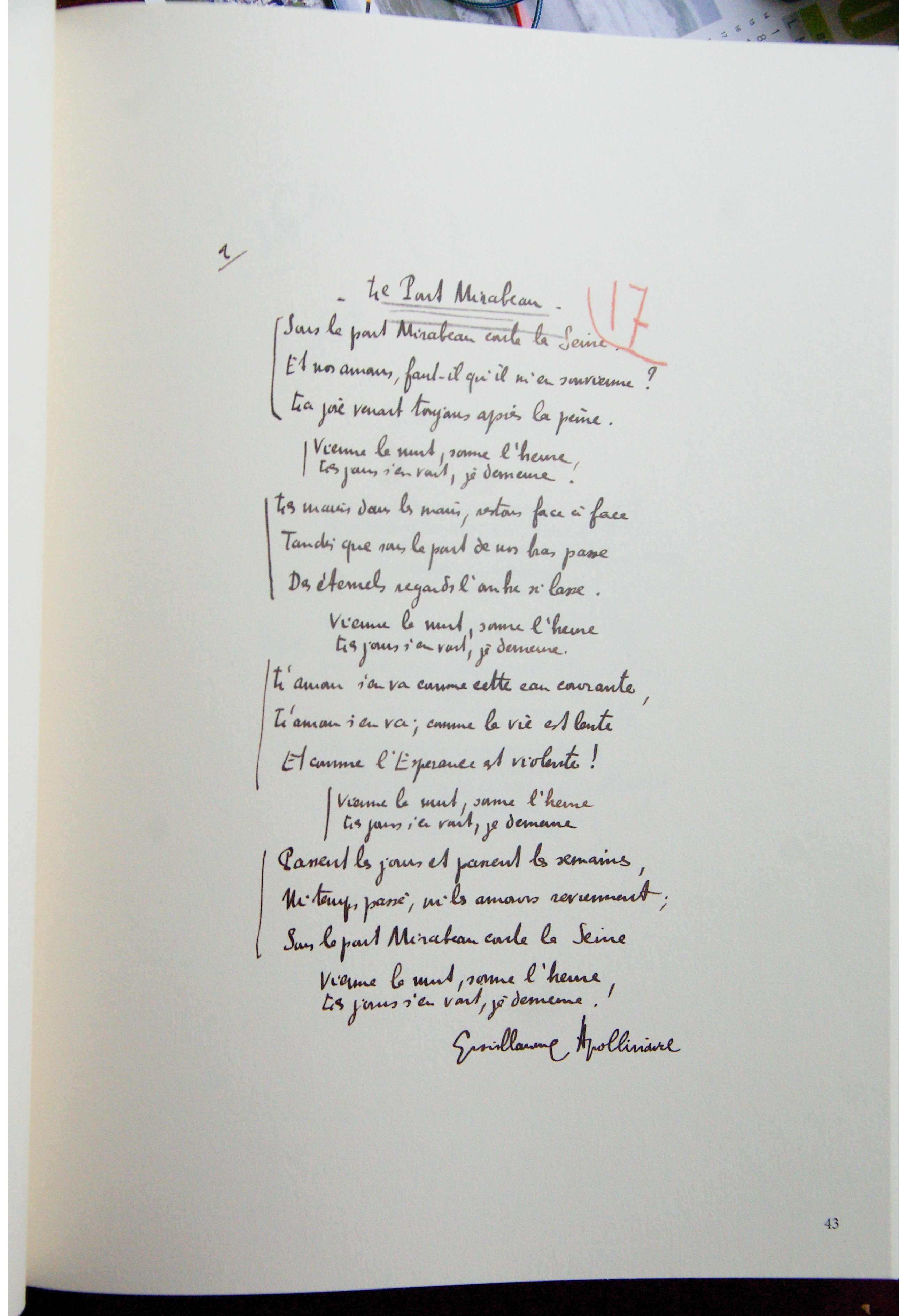
Manuscrit de Sous le pont Mirabeau avec la ponctuation.

## Composition
Le refrain du poème est repris d'un manuscrit écrit pendant l'incarcération de l'auteur à la prison de la Santé du 7 septembre au 12 septembre 1911.
Le Pont Mirabeau est composé de huit strophes, quatre strophes de quatre vers entrecoupées d'un seul et même refrain : "Vienne la nuit sonne l'heure - Les jours s'en vont je demeure".
Chaque strophe de quatre vers est composée d'un décasyllabe, un tétrasyllabe, un hexasyllabe, et d'un dernier décasyllabe.

## Le Pont Mirabeau
Sous le pont Mirabeau coule la Seine

Et nos amours

Faut-il qu'il m'en souvienne

La joie venait toujours après la peine

Vienne la nuit sonne l'heure

Les jours s'en vont je demeure

Les mains dans les mains restons face à face

Tandis que sous

Le pont de nos bras passe

Des éternels regards l'onde si lasse

Vienne la nuit sonne l'heure

Les jours s'en vont je demeure

L'amour s'en va comme cette eau courante

L'amour s'en va

Comme la vie est lente

Et comme l'Espérance est violente

Vienne la nuit sonne l'heure

Les jours s'en vont je demeure

Passent les jours et passent les semaines

Ni temps passé 

Ni les amours reviennent

Sous le pont Mirabeau coule la Seine

Vienne la nuit sonne l'heure

Les jours s'en vont je demeure
— Guillaume Apollinaire, Les Soirées de Paris, 1912 et Alcool, 1913

## Dans la culture et les médias
Le Pont Mirabeau a plusieurs fois été mis en musique. La version de Léo Ferré est sans doute la plus connue, chantée par de multiples interprètes tels qu'Yvette Giraud, Cora Vaucaire, Anne Sofie von Otter, etc. Serge Reggiani, Marc Lavoine et le groupe Pow Wow. Marc Lavoine en 2001 sort sa propre version en composant une musique sur le poème. Le guitariste Antoine Aureche (en) (Valfeu) l'a mis en musique et enregistré avec la chanteuse Desireless sur l'album Guillaume, produit par Urgence Disk Records. Il est présenté sur scène, dans un conte musical, dont la première eut lieu le 4 novembre 2016 au musée Apollinaire de l'abbaye de Stavelot en Belgique. Il existe aussi plusieurs versions chorales du poème ; l'une écrite par le chanteur et compositeur québécois Lionel Daunais et une autre traduite en anglais et chantée par le groupe The Pogues. Le Pont Mirabeau figure parmi les poèmes mis en musique par les Têtes raides dans l'album Corps de mots sorti en 2013. Le 24 décembre 1913, Guillaume Apollinaire a enregistré Le Pont Mirabeau et Le Voyageur aux Archives de la Parole, documents sonores conservés à la Bibliothèque nationale de France et écoutables dans Gallica.